# Plateau de Mogollon

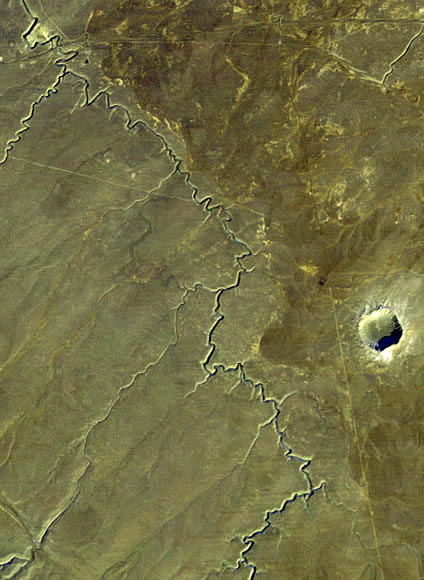
Landsat Meteor Crater

Le plateau de Mogollon (en anglais : Mogollon Plateau prononcé mʌɡᵻˈjoʊn ou moʊɡəˈjoʊn ou encore mɒɡɒdʒɔːn) est un plateau couvert d'une forêt de pins situé à cheval sur l'Arizona et le Nouveau-Mexique aux États-Unis.
Il constitue la partie sud du plateau du Colorado. Sa limite sud est marquée par le Mogollon Rim, un escarpement rocheux s'étendant selon un axe est-ouest sur près de 320 km. 
Il doit son nom à Juan Ignacio Flores Mogollon qui fut gouverneur de la province du Nouveau-Mexique en Nouvelle-Espagne. 